# Tony Johannot

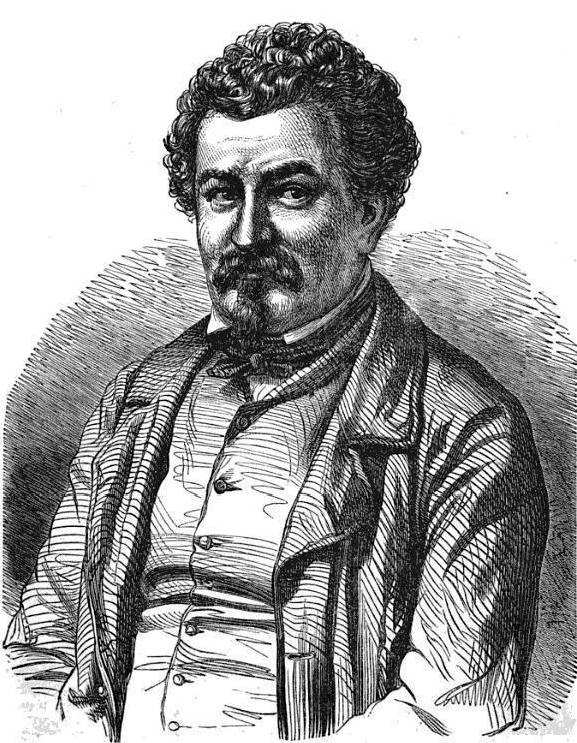
Tony Johannot

Antoine „Tony“ Johannot (* 9. November 1803 in Offenbach am Main; † 4. August 1852 in Paris) war ein französischer Radierer, Holzschnittzeichner, Lithograf, Maler und Illustrator.

## Leben

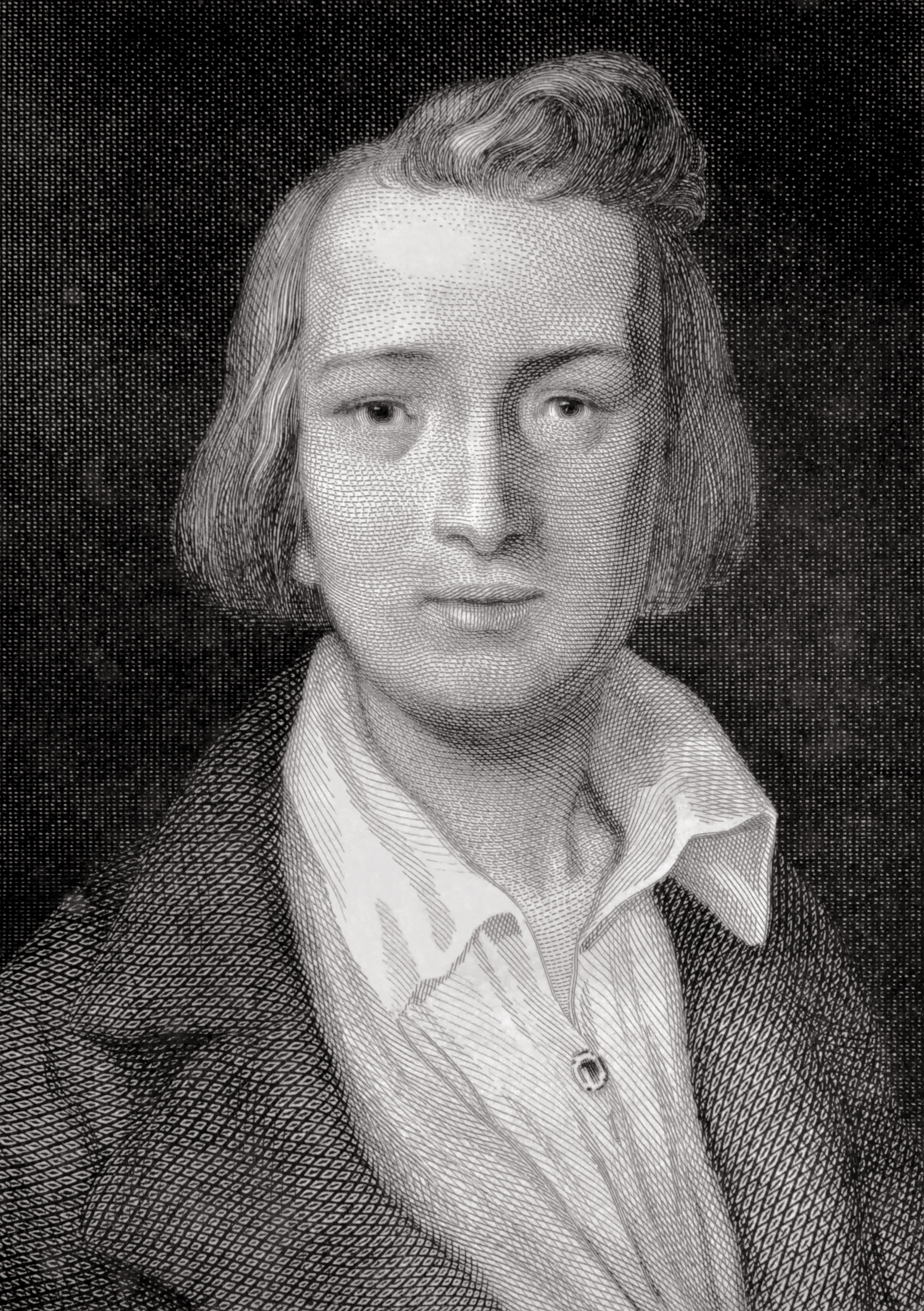
Heinrich Heine, 1837

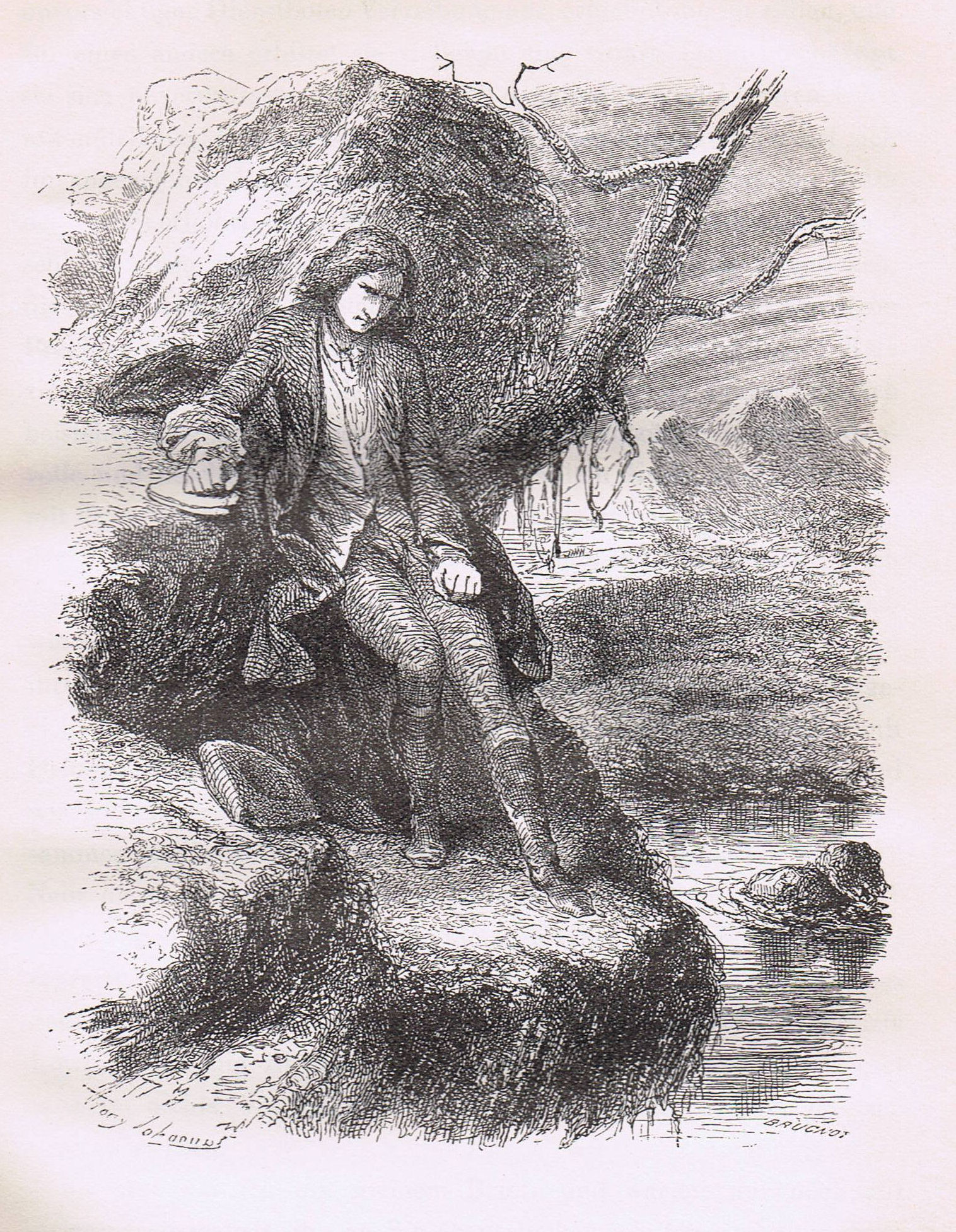
Saint Preux aus Rousseaus Neuer Héloise grübelt seiner Liebe nach. Zeichnung: Tony Johannot, Stich: Brugnot

Tony, eigentlich Antoine Johannot, Kupferstecher und Maler, war der Bruder von Charles und Alfred Johannot. Tony half seinem Bruder Alfred zuerst bei der Herstellung der Kupfer und Vignetten zu Walter Scott, James Fenimore Cooper und Lord Byron und lieferte Illustrationen zu Molière und Don Quichotte sowie zu Rousseaus Julie oder Die neue Heloise und zu Goethes Werther.
1831 trat er ebenfalls als Maler auf mit romantischen Genrebildern in der Weise seines Bruders Alfred. Für den Herzog von Orléans malte er 1834 ein großes Bild, den Tod des Connetables Duguesclin.
Im Auftrag des Königs malte er für das historische Museum in Versailles große Darstellungen der Schlachten bei Rosbecque und bei Fontenay, der Erstürmung des Engpasses Méandre und des Besuchs der Königin Viktoria in Eu.
Einen größeren Ruf hat er aber als Zeichner und Kupferstecher, indem er zahllose Radierungen, Kupferstiche und Holzschnitte für Prachtausgaben lieferte. Er war vor allem als Buchillustrator der Romantik bedeutend. Er schuf Illustrationen für rund 150 Bücher.

## Illustrationen (Auswahl)
- Antoine François Prévost D’Exiles: Geschichte der Manon Lescaut und des Chevalier des Grieux. Mit Illustrationen nach den Holzschnitten von Tony Johannot. Propyläen, Berlin 1923 (gallica.bnf.fr, reader.digitale-sammlungen.de – französisch: Histoire de Manon Lescaut et du Chevalier Des Grieux. Übersetzt von Franz Leppmann).